# As ti tud not padu?!
As ti tud not padu?! je bila s štirimi viktorji nagrajena razvedrilna oddaja, ki sta jo vodila Lado Bizovičar in Jurij Zrnec, predvajala pa jo je komercialna televizija POP TV ob nedeljah zvečer. Oddaja je bila prvič predvajana jeseni leta 2007, zadnjič pa decembra 2009. V 5 sezonah so predvajali 69 oddaj.

18. septembra 2010 je na Stadionu Stožice potekala prireditev Notpadu Lajv. Udeležilo se jo je preko 20 tisoč ljudi.

## Osvojeni viktorji
- najboljša zabavna TV-oddaja (2007, 2008, 2009)
- najboljša TV-oddaja (2008)